# Скрябино (Рамешковский район)
Скрябино — деревня в Рамешковском районе Тверской области.

## География
Находится в восточной части Тверской области на расстоянии приблизительно 32 км на юг-юго-восток по прямой от районного центра поселка Рамешки.

## История
Известна с 1859 года как казенная деревня с 10 дворами, в 1887 — 18 жилых построек, в 1942 — 28 хозяйств, в 2001 −1 дом местных жителей и 17 домов — собственность наследников и дачников. В советское время работали колхозы «Нива», «1 Мая» и «Перелом». До 2021 входила в сельское поселение Ведное Рамешковского района до их упразднения.

## Население
Численность населения: 85 человек (1859 год), 95 (1887), 118 (1942), 11 (1989), 9 (русские 100 %) в 2002 году, 1 в 2010.